# Grofice Évreuxa
Ovo je popis supruga grofova Évreuxa.
- Herlevea
- Godehilda
- Heloise
- Margareta Arteška – supruga grofa Luja
- Ivana, kraljica Navare

Ivana je bila navarska vladarica i žena Filipa III.
- Ivana Valois – žena Karla II. Navarskog
- Leonora Kastiljska
- Eleonora
- Marija Ana Mancini